# Parincea
Parincea é uma comuna romena localizada no distrito de Bacău, na região de Moldávia. A comuna possui uma área de 65.08 km² e sua população era de 3891 habitantes segundo o censo de 2007.